# Bluey (chien)
Pour les articles homonymes, voir Bluey.
Bluey (né le 7 juin 1910 et mort le 14 novembre 1939), est un chien Bouvier australien, appartenant à Les et Esma Hall, habitants de la ville de Rochester, état de Victoria, en Australie.
Bluey détient le record du second chien le plus vieux du monde, dont l'âge a été vérifié par le Livre Guinness des records. Il aurait vécu 29 ans, 6 mois et 12 jours, néanmoins cette longévité n'est pas avérée, et contestée par le fait même qu'un chien de cette race a généralement une longévité de 10 à 13 ans,.